# فینال جام باشگاه‌های آسیا ۱۹۹۹
دیدار نهایی جام باشگاه‌های آسیا ۹۹–۱۹۹۸ بازی نهایی انجام شده در جام باشگاه‌های آسیا ۹۹–۱۹۹۸ است که در تاریخ ۳۰ آوریل ۱۹۹۹ برابر با دهم اردیبهشت ۱۳۷۸ در ورزشگاه آزادی شهر تهران بین دو تیم استقلال از ایران و جوبیلو ایواتا از ژاپن برگزار شد.

## مسیر تا فینال
| تیم     | بازی | امتیاز |
| ------- | ---- | ------ |
| العین   | ۳    | ۶      |
| استقلال | ۳    | ۶      |
| الهلال  | ۳    | ۳      |
| کپه‌داغ  | ۳    | ۳      |

| تیم            | بازی | امتیاز |
| -------------- | ---- | ------ |
| دالیان واندا   | ۳    | ۵      |
| جوبیلو ایواتا  | ۳    | ۴      |
| پوهانگ استیلرز | ۳    | ۳      |
| دوو رویالز     | ۳    | ۲      |

## جزئیات مسابقه
| استقلال                    | ۱ – ۲ | جوبیلو ایواتا                              |
| -------------------------- | ----- | ------------------------------------------ |
| سیروس دین محمدی ۶۵' · فکری | گزارش | سوزوکی ۳۴' · ناکایاما ۳+۴۵' · نانامی '۳+۹۰ |

| استقلال:   |                 |     |
|            |                 |     |
| ۲۵         | محمدعلی یحیوی   |     |
| ۲          | جواد زرینچه (ک) |     |
| ۴          | رضا حسن‌زاده     |     |
| ۵          | کاظم محمودی     |     |
| ۲۰         | محمد تقوی       |     |
| ۶          | محمود فکری      | '۷۱ |
| ۱۴         | سیروس دین‌محمدی  |     |
| ۲۲         | محمد نوازی      |     |
| ۱۲         | محمد مؤمنی      | '۴۶ |
| ۱۵         | فرهاد مجیدی     | '۴۶ |
| ۹          | علی موسوی       |     |
| تعویضی‌ها:  |                 |     |
| ۱۶         | علیرضا اکبرپور  | '۴۶ |
| ۱۸         | فرد ملکیان      | '۴۶ |
| ۳          | علی چینی        | '۷۱ |
| سرمربی:    |                 |     |
| ناصر حجازی |                 |     |

| جوبیلو ایواتا: |                     |                 |
|                |                     |                 |
| ۱۲             | تاماگی اوگامی       |                 |
| ۲              | هیدتو سوزوکی        |                 |
| ۵              | ماکوتو تاناکا       |                 |
| ۶              | توشی هیرو هاتوری    |                 |
| ۷              | هیروشی نانامی       |                 |
| ۹              | ماساشی ناکایاما (ک) |                 |
| ۱۰             | توشی‌یا فوجیتا       |                 |
| ۱۳             | نوبو کاواگوچی       | '۷۵             |
| ۲۰             | کیو کازو کودو       | '۸۸             |
| ۲۲             | دای سوکی اوکی       | Substituted off |
| ۲۳             | تاکاشی فوکونیشی     |                 |
| تعویضی‌ها:      |                     |                 |
| ۴              | جو کانازاوا         | '۷۵             |
| ۱۷             | کوجی مائدا          | '۸۸             |
|                | نوری هیسا شیمیزو    | Substituted in  |
| سرمربی:        |                     |                 |
| تاکاشی کواهارا |                     |                 |

| مقامات رسمی مسابقه - کمک داورها: - یوسف القحطان (بحرین) - قایرات کریم‌اف (ازبکستان) | قوانین بازی - ۹۰ دقیقه - ۳۰ دقیقه وقت اضافه یا ضربات پنالتی در صورت لازم - تنها سه تعویض |

منبع

## تماشاگران
طرفدار استقلال از ساعت‌ها قبل ورزشگاه آزادی را پر کردند. این در حالی‌ست که در حدود ۱۵ تا ۲۰ هزار هوادار این تیم نیز بیرون ورزشگاه ماندند و راهی به استادیوم نیافتند. این بازی پرتماشاگرترین بازی در تاریخ بازی‌های باشگاهی در آسیا می‌باشد.